# Parque Virgiliano
El Parque Virgiliano (en italiano: Parco Virgiliano, también conocido como Parco della Rimembranza) es un parque con vistas panorámicas de Nápoles, Italia. Está ubicado en el barrio de Posillipo.
No debe confundirse con otro parque napolitano, el Parque Vergiliano a Piedigrotta, que alberga las tumbas de los poetas Virgilio y Giacomo Leopardi.

## Historia
Fue realizado entre los años 1920 y 1930. Abierto en 1931 con el nombre de Parco della Vittoria o Parco della Bellezza, posteriormente pasó a llamarse Parco della Rimembranza para conmemorar a los muertos de la Primera Guerra Mundial, hasta que asumió el nombre actual en honor al poeta Virgilio.
En los años 1960 fue realizada una instalación deportiva, que incluye un campo de fútbol y una pista de atletismo con gradas para 1.000 espectadores (Centro deportivo "Virgiliano). En 1975, en el lado de la Bahía de Trentaremi fue construido un anfiteatro para conciertos.
Después de un largo período de abandono, en 1997 se adoptó la decisión de recalificar el parque con la colaboración de la Facultad de Arquitectura de la Universidad de Nápoles Federico II. El Virgiliano fue reabierto en 2002 y, a diferencia de antes, fue completamente cerrado a los automóviles.

## Descripción

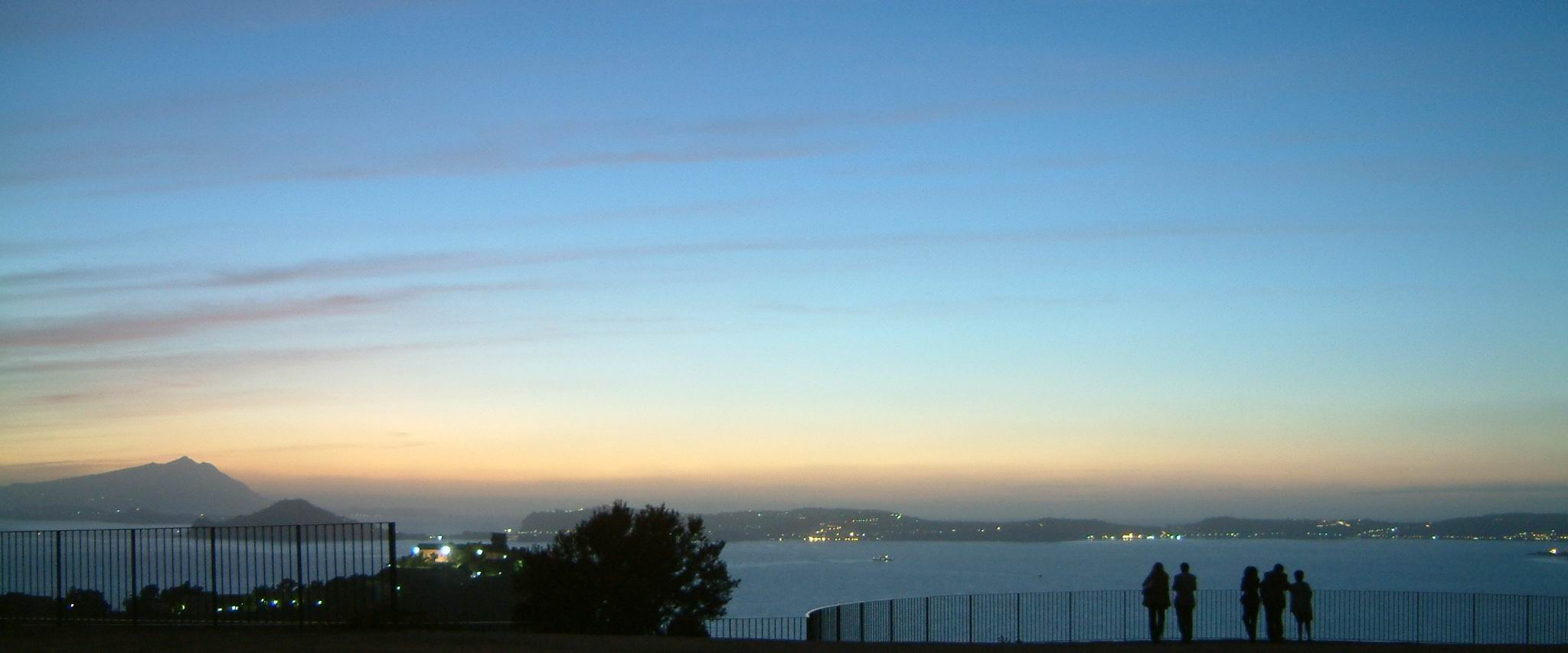
Miradores de noche

El parque ocupa unos 92.000 m² a una altitud de 150 metros sobre el nivel del mar, en el promontorio de la colina de Posillipo, que bajo el parque está atraversada por la Gruta de Sejano. Se accede desde Viale Virgilio, a través de una entrada monumental que conduce a una plaza donde se encuentra una fuente de nueva construcción.
El parque se caracteriza por un sistema de terrazas que se asoman al Golfo de Nápoles, desde donde se pueden admirar las escarpadas paredes rocosas del promontorio que alberga el parque, a menudo amarillas estando compuestas de toba. El parque ofrece vistas a las islas de Capri, Isquia y Procida, al Vesubio, a la costa vesubiana, a la Penisola sorrentina, al centro histórico de Nápoles, al islote de la Gaiola, a la Bahía de Trentaremi con sus restos arqueológicos, al islote de Nisida, al Golfo de Pozzuoli, a las zonas de Agnano, Fuorigrotta, Rione Traiano y Pianura, a la Ermita de Camaldoli, a la Bahía de Bacoli, al promontorio de Cabo Miseno y a Monte di Procida.
En el parque están ubicados dos bustos, uno de Simón Bolívar y otro de Mahatma Gandhi. El anfiteatro acoge obras de teatro y espectáculos musicales de diversos tipos. También hay una zona de juegos para niños.
Están presentes arbustos de diversas especies, encinas, olivos, robles y un denso sotobosque con plantas de mirto, romero y labiérnago.

## Galería

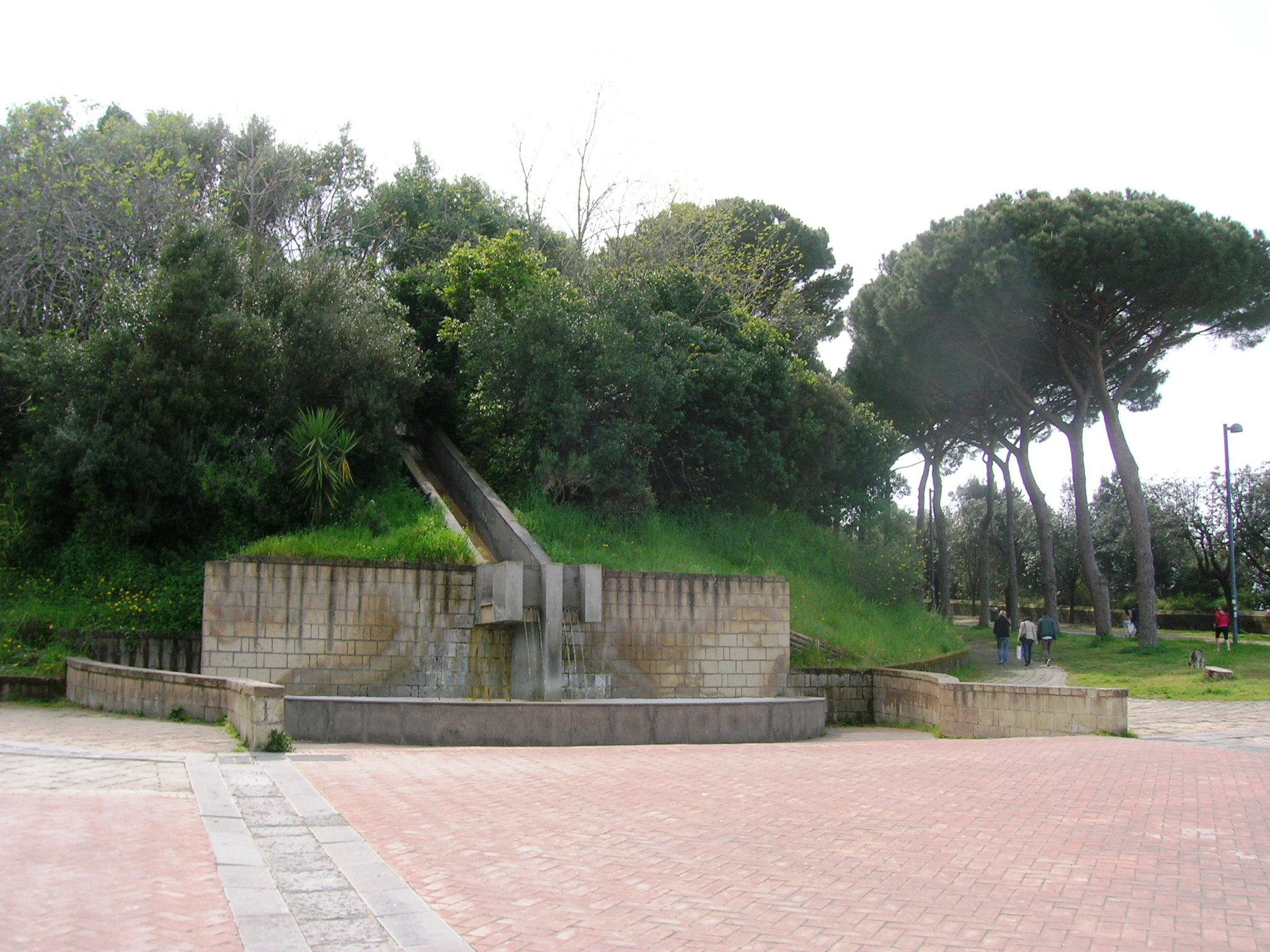
Fuente
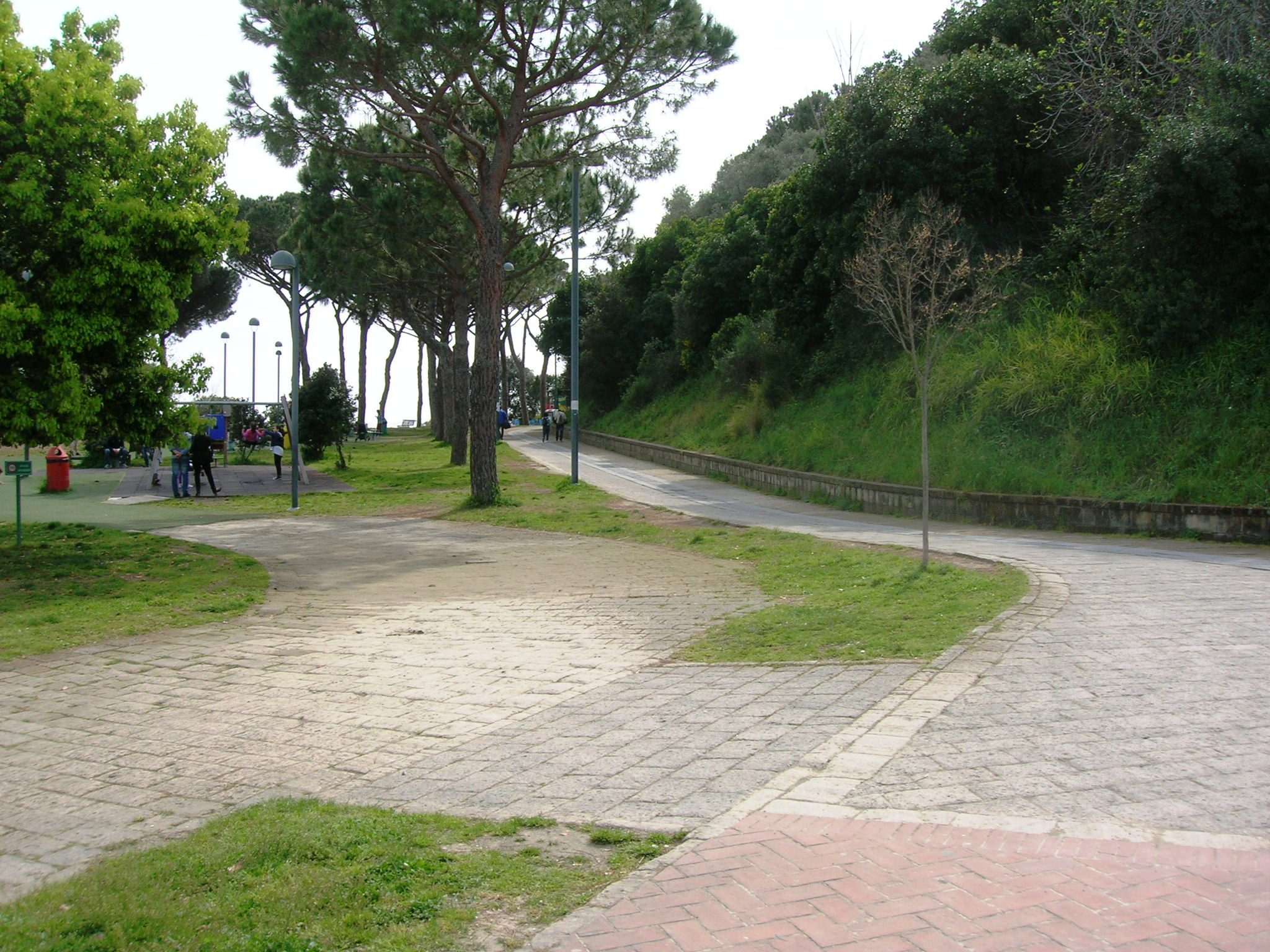
Zona de juegos para niños
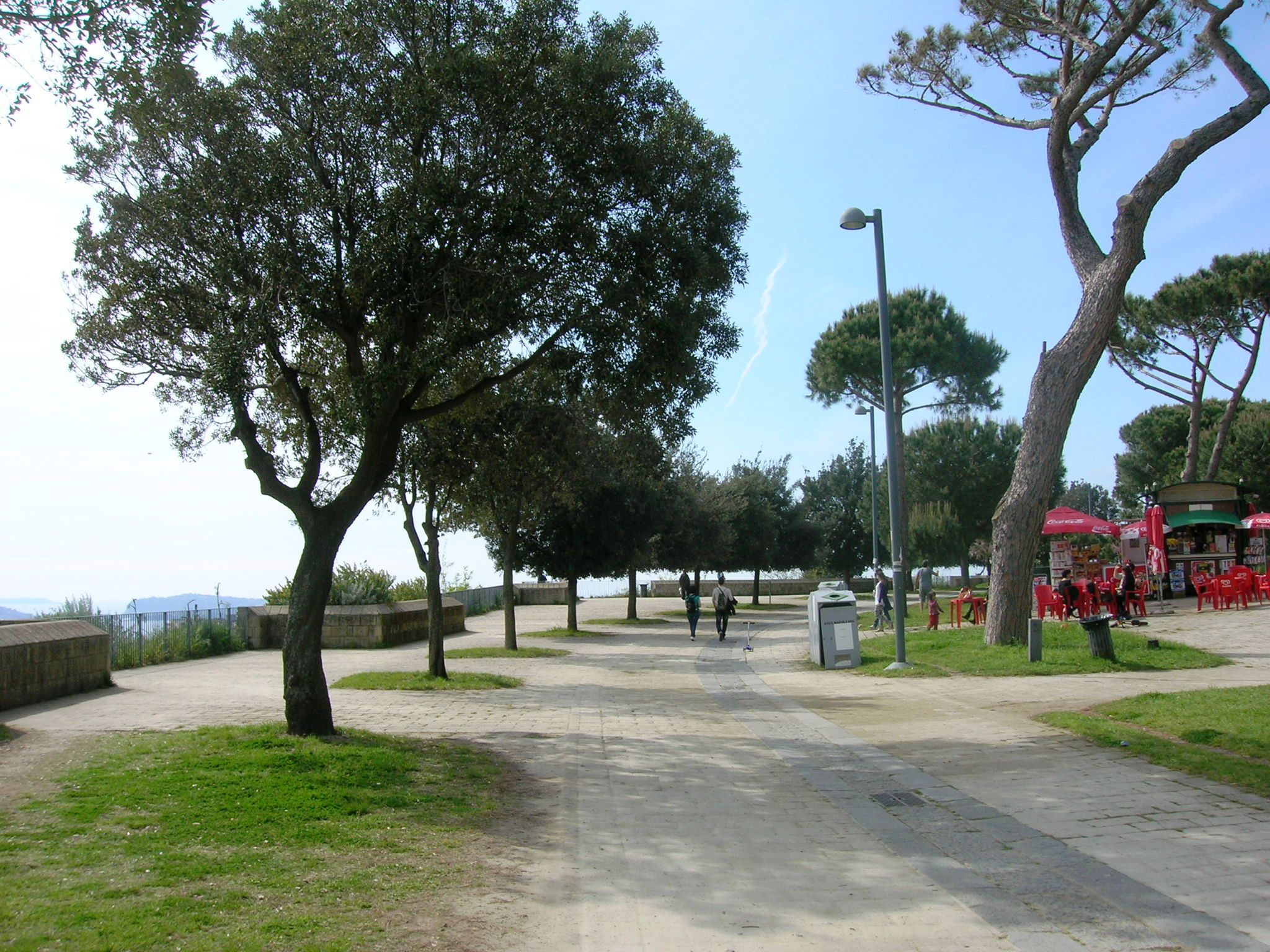
Senda
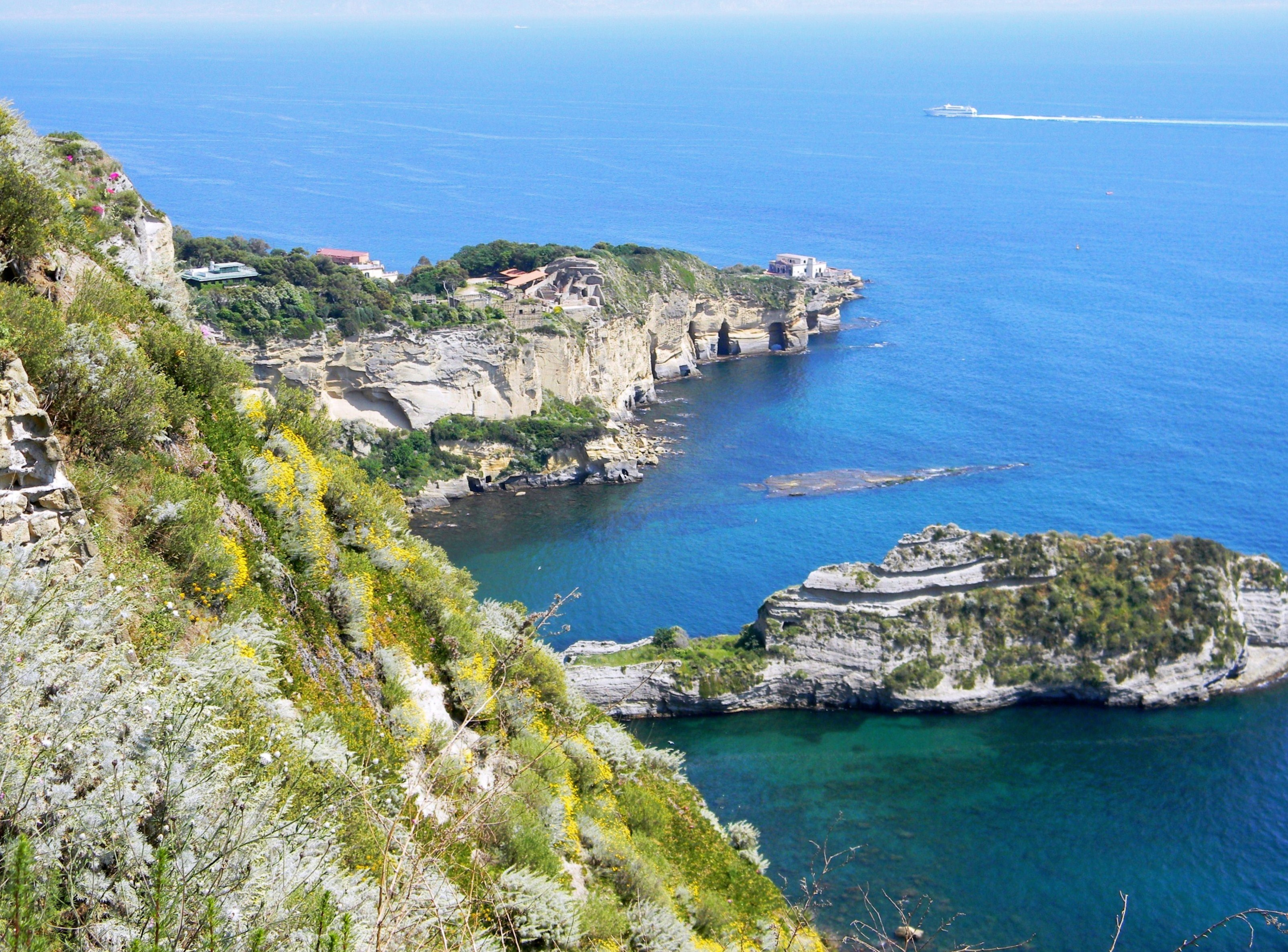
Vista a Bahía de Trentaremi
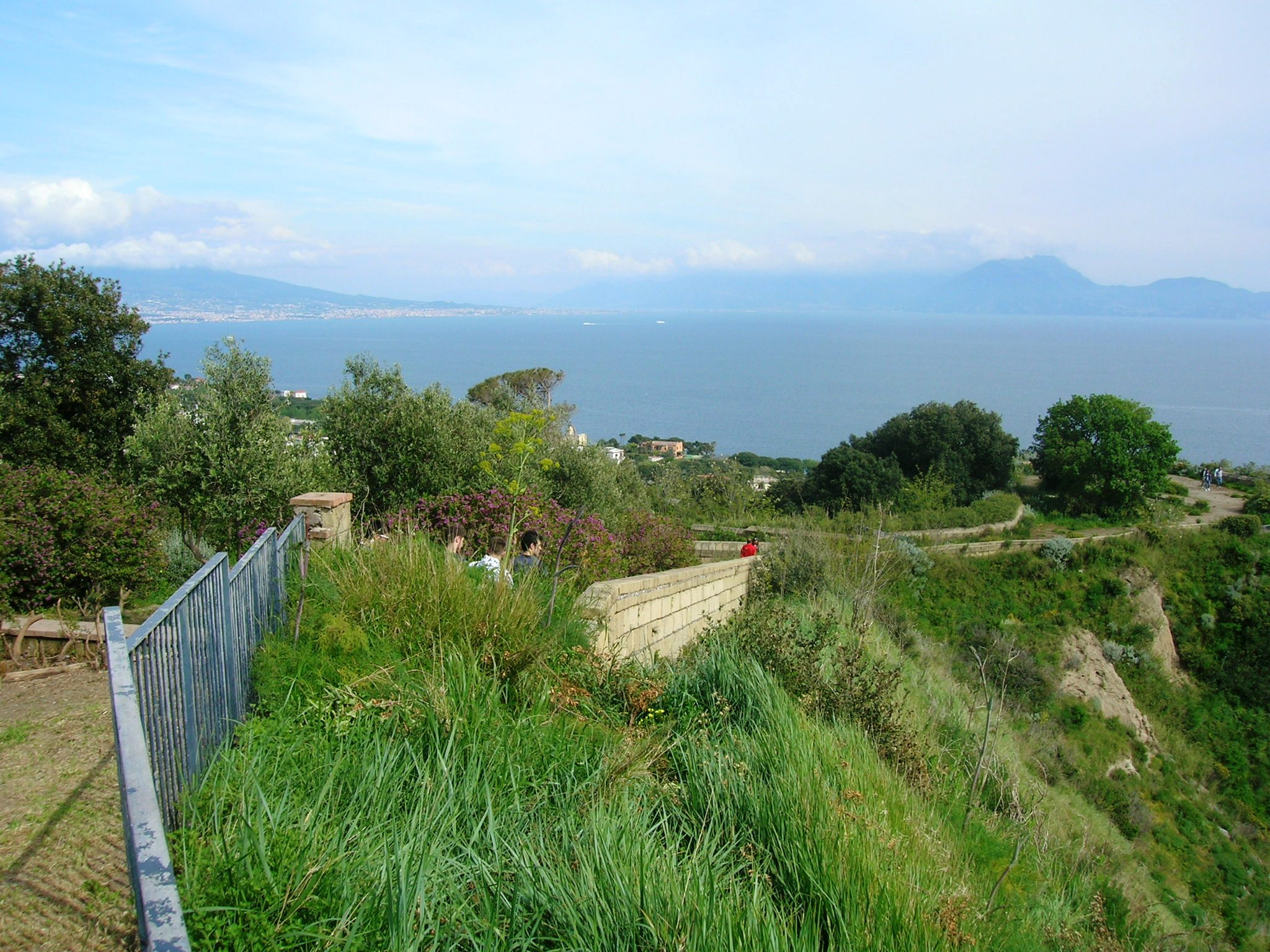
Vista al Vesubio y a la Península Sorrentina
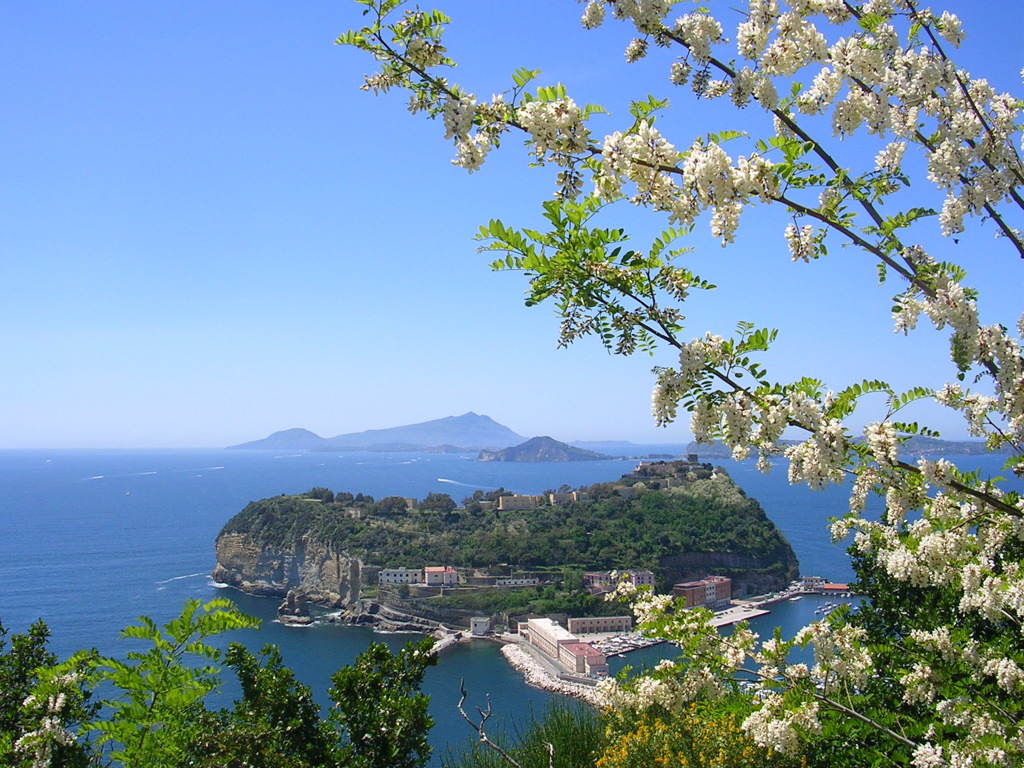
Vista a Nisida
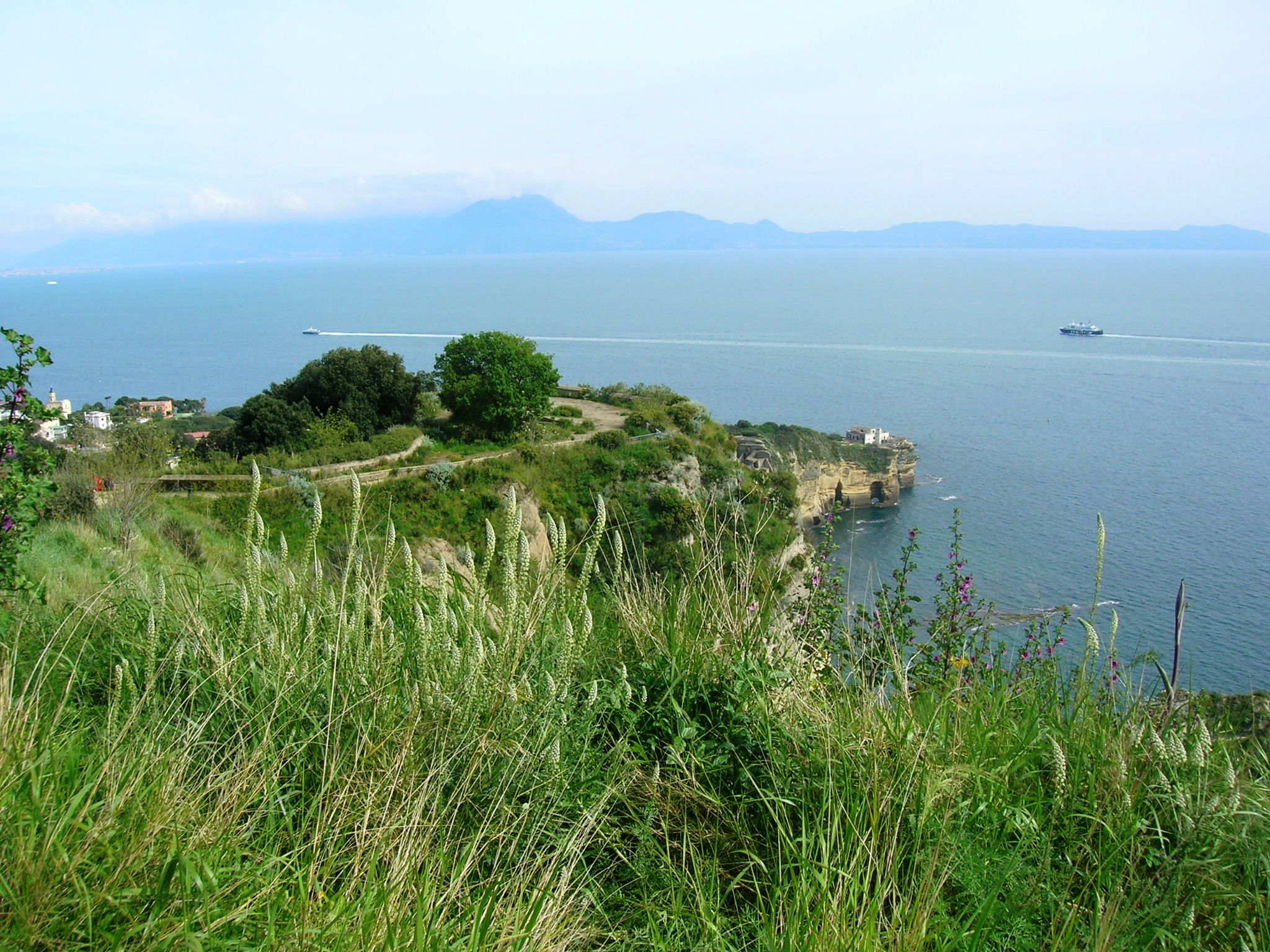
Vista a la Gaiola
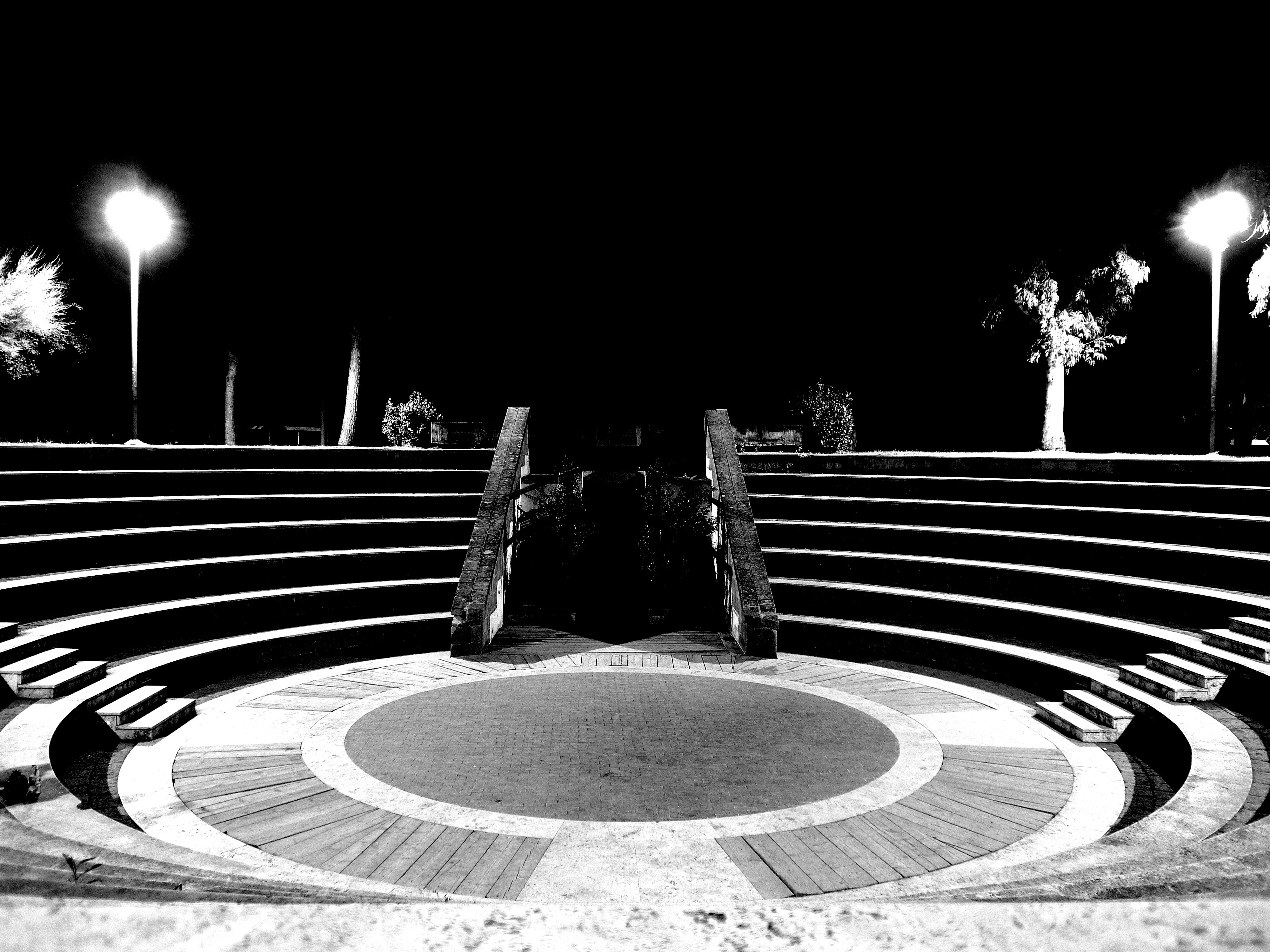
Anfiteatro